# Bint-Anath
Bint-Anath (Bintanath, Bintanat, Bent - Anta, Bentanat, Bent'Anta lub Bentanath) - ok. 1282-1210 p.n.e. Jej imię znaczy Córka Anath, co jest nawiązaniem do kananejskiej bogini Anath). Pierwsza córka oraz jednocześnie pierwsza córka-żona Ramzesa. Jej matką była Isetnofret I. Nosiła tytuły Córki Króla, Wielkiej Małżonki Króla (została nią po śmierci swojej matki) oraz Pani Obu Krajów.
Zdołała uzyskać znaczne wpływy na dworze. Prawdopodobnie przez pewien czas była współpanującą. Jej wizerunki widnieją między innymi w Abu Simbel. Wspomina o niej także statua Merneptaha w Luksorze. Urodziła władcy córkę - Bint-Anath II. Została pochowana w Dolinie Królowych. Jej grób nosi numer QV71. Obecnie sarkofag Bint-Anath znajduje się w Muzeum Egipskim w Kairze.
|                |     |                     |                      |
| \| \| \| \| \| |     |                     |                      |
|                |     |                     |                      |
| N32            | E10 | X1 · F34 · N17 · Z2 | D36 · N35 · B1 · M17 |

| N32 | E10 | X1 · F34 · N17 · Z2 | D36 · N35 · B1 · M17 |

|                |     |                     |                      |
| \| \| \| \| \| |     |                     |                      |
|                |     |                     |                      |
| N32            | E10 | X1 · F34 · N17 · Z2 | D36 · N35 · B1 · M17 |

| N32 | E10 | X1 · F34 · N17 · Z2 | D36 · N35 · B1 · M17 |

|                |     |                     |                      |
| \| \| \| \| \| |     |                     |                      |
|                |     |                     |                      |
| N32            | E10 | X1 · F34 · N17 · Z2 | D36 · N35 · B1 · M17 |

| N32 | E10 | X1 · F34 · N17 · Z2 | D36 · N35 · B1 · M17 |

|                |     |                     |                      |
| \| \| \| \| \| |     |                     |                      |
|                |     |                     |                      |
| N32            | E10 | X1 · F34 · N17 · Z2 | D36 · N35 · B1 · M17 |

| N32 | E10 | X1 · F34 · N17 · Z2 | D36 · N35 · B1 · M17 |